# Most Wanted (албум Хилари Даф)
Most Wanted је први албум-компилација америчке певачице Хилари Даф. Издат је 2005. године и дебитовао је на првом месту Америчке Билборд 200 листе. Списак песама које се налазе на албуму варира од поднебља на коме је албум издат. Албум је, самим тим, рађен у више верзија. Идеја је да све верзије садрже 4 нове песме: Wake Up, Beat Of My Heart, Break My Heart и Supergirl, као и неке од највећих хитова. Критике су биле боље него на претходном албуму. Након што је издала албум, кренула је и на Most Wanted Tour у Канади 2005. године. Турнеја је настављена 2006. године у Уједињеном Краљевству под називом Still Most Wanted Tour.

## Списак песама

### Америчко,мексичкоибразилскоиздање
1. - 03:38
2. - 03:37
3. - 03:09
4. - 03:44
5. - 03:29
6. - 03:35
7. - 03:28
8. - 03:58
9. - 03:21
10. - 03:43
11. - 03:04
12. - 02:40
13. - 02:59

Скривена песма
- - 04:02

### Америчкоиздање
1. - 03:38
2. - 03:37
3. - 03:09
4. - 03:44
5. - 03:27
6. - 03:29
7. - 03:35
8. - 03:28
9. - 03:58
10. - 03:21
11. - 03:50
12. - 03:43
13. - 02:52
14. - 03:55
15. - 03:04
16. - 02:40
17. - 02:59
18. - 03:31

- Ово издање има другачији омот

### Аустралијскоиздање
1. - 03:38
2. - 03:09
3. - 03:21
4. - 02:59
5. - 03:35
6. - 03:44
7. - 03:55
8. - 02:40
9. - 03:43
10. - 04:10
11. - 03:04
12. - 03:58
13. - 02:52

Скривена песма
- - 02:52

### Венецуеланскоиздање
1. - 03:38
2. - 03:37
3. - 03:09
4. - 03:44
5. - 03:29
6. - 03:27
7. - 03:35
8. - 03:28
9. - 03:58
10. - 03:21
11. - 03:43
12. - 03:04
13. - 02:40
14. - 04:02
15. - 05:28

### Јапанскоиздање
1. - 03:38
2. - 03:37
3. - 03:09
4. - 03:44
5. - 03:27
6. - 03:29
7. - 03:35
8. - 03:28
9. - 03:58
10. - 03:21
11. - 03:50
12. - 03:43
13. - 02:52
14. - 03:55
15. - 03:04
16. - 02:40
17. - 02:59
18. - 05:28
19. - 04:17

### Јапанскоиздање са ДВД-јем
- Обухвата свих 19 песама са стандардног јапанског издања, Photo Book од 50 страна и ДВД:

1. - 03:35